# Profesor Tutka: Nowe opowiadania
Profesor Tutka: Nowe opowiadania – zbiór aforystycznych opowiadań Jerzego Szaniawskiego opublikowany w 1962 roku.
Głównym bohaterem jest profesor Tutka, który pojawił się wcześniej w opowiadaniach ze zbioru Profesor Tutka i inne opowiadania.

## Zawartość zbioru[2]
- Profesor Tutka nie jest pesymistą doskonałym
- Profesor Tutka o snach
- O potędze teatru
- Sam na sam z wariatem
- O takcie i nietakcie
- O malarzach
- Niedziela Profesora Tutki
- Profesor Tutka o złodzieju
- Profesor Tutka o niepoważnym mężu
- O sezonie zimowym
- O dymku z papierosa
- O trudzie daremnym
- O twórczości najmłodszych
- O miłości dwóch mistrzów
- O słowie drukowanym
- Profesor Tutka w karecie
- O różnych poglądach
- Profesor Tutka o telewizji
- Przygoda w korytarzu
- O pszczołach i miodzie
- Sprawa osobista
- O diagnozach lekarskich
- O dwóch malowidłach
- Motylek